# Гилетинці
Гилетинці (хорв. Giletinci) — населений пункт у Хорватії, у Бродсько-Посавській жупанії у складі громади Церник.

## Населення
Населення за даними перепису 2011 року становило 268 осіб.
Динаміка чисельності населення поселення:

## Клімат
Середня річна температура становить 10,69 °C, середня максимальна – 24,23 °C, а середня мінімальна – -5,00 °C. Середня річна кількість опадів – 940 мм.
| Клімат поселення                              | Клімат поселення | Клімат поселення | Клімат поселення | Клімат поселення | Клімат поселення | Клімат поселення | Клімат поселення | Клімат поселення | Клімат поселення | Клімат поселення | Клімат поселення | Клімат поселення | Клімат поселення |
| Показник                                      | Січ.             | Лют.             | Бер.             | Квіт.            | Трав.            | Черв.            | Лип.             | Серп.            | Вер.             | Жовт.            | Лист.            | Груд.            |                  |
| Середній максимум, °C                         | 6,98             | 8,10             | 12,30            | 16,28            | 21,10            | 24,23            | 23,27            | 22,90            | 19,14            | 14,30            | 9,18             | 5,00             |                  |
| Середня температура, °C                       | 0,98             | 2,11             | 6,30             | 10,30            | 15,10            | 18,24            | 20,16            | 19,80            | 16,06            | 11,20            | 6,08             | 1,91             |                  |
| Середній мінімум, °C                          | −5               | −3,88            | 0,32             | 4,30             | 9,12             | 12,25            | 17,06            | 16,70            | 12,95            | 8,10             | 2,98             | −1,2             |                  |
| Норма опадів, мм                              | 58               | 53               | 63               | 81               | 87               | 106              | 88               | 89               | 75               | 81               | 87               | 72               |                  |
| Середньомісячна швидкість вітру, м/с          | 1.90             | 2.15             | 2.46             | 2.36             | 2.16             | 1.96             | 1.92             | 1.78             | 1.81             | 1.90             | 1.95             | 1.98             |                  |
| Середньомісячна сонячна радіація, кДж/м²·день | 4390             | 7181             | 10944            | 15161            | 19261            | 21360            | 22207            | 19846            | 14804            | 9268             | 4989             | 3685             |                  |
| --------------------------------------------- | ---------------- | ---------------- | ---------------- | ---------------- | ---------------- | ---------------- | ---------------- | ---------------- | ---------------- | ---------------- | ---------------- | ---------------- | ---------------- |
| Джерело:                                      |                  |                  |                  |                  |                  |                  |                  |                  |                  |                  |                  |                  |                  |